# Daniel le conquérant

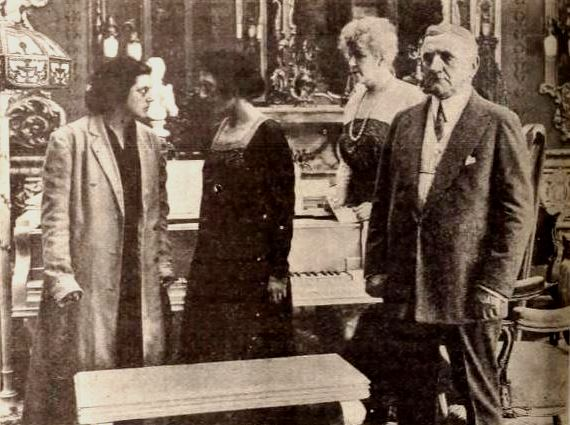
Daniel le conquérant (1918)

Daniel le conquérant (The City of Purple Dreams) est un film muet américain réalisé par Colin Campbell et sorti en 1918.

## Fiche technique
- Titre original : The City of Purple Dreams
- Titre français : Daniel le conquérant[1]
- Réalisation : Colin Campbell
- Scénario : Gilson Willets, d'après le roman d'Edwin Baird
- Producteur : William Selig
- Format : Noir et blanc — 35 mm — 1.33:1 — Muet
- Dates de sortie : 
  - États-Unis : 10 janvier 1918
  - France : 11 août 1922[2]

## Distribution
- Tom Santschi : Daniel Fitzhugh
- Bessie Eyton : Kathlyn Otis
- Fritzi Brunette : Esther Strom
- Harry Lonsdale : Henry Hunt
- Frank Clark : Symington Otis
- Allan Sears (en) : Olaf Nikolay
- Lafe McKee : Pat Kelly
- Fred Huntley : Thomas Quigg
- William Scott : Artie Sparkle
- Eugenie Besserer
- Cecil Holland